# Association des Femmes Chefs de Familles
Die Association des femmes chefs de familles (AFCF, dt.: „Vereinigung der Frauen, die Haushaltsvorstände sind“, en.: Association of Women Heads of Households) ist eine Nichtregierungsorganisation für Frauenrechte in Mauretanien.

## Geschichte

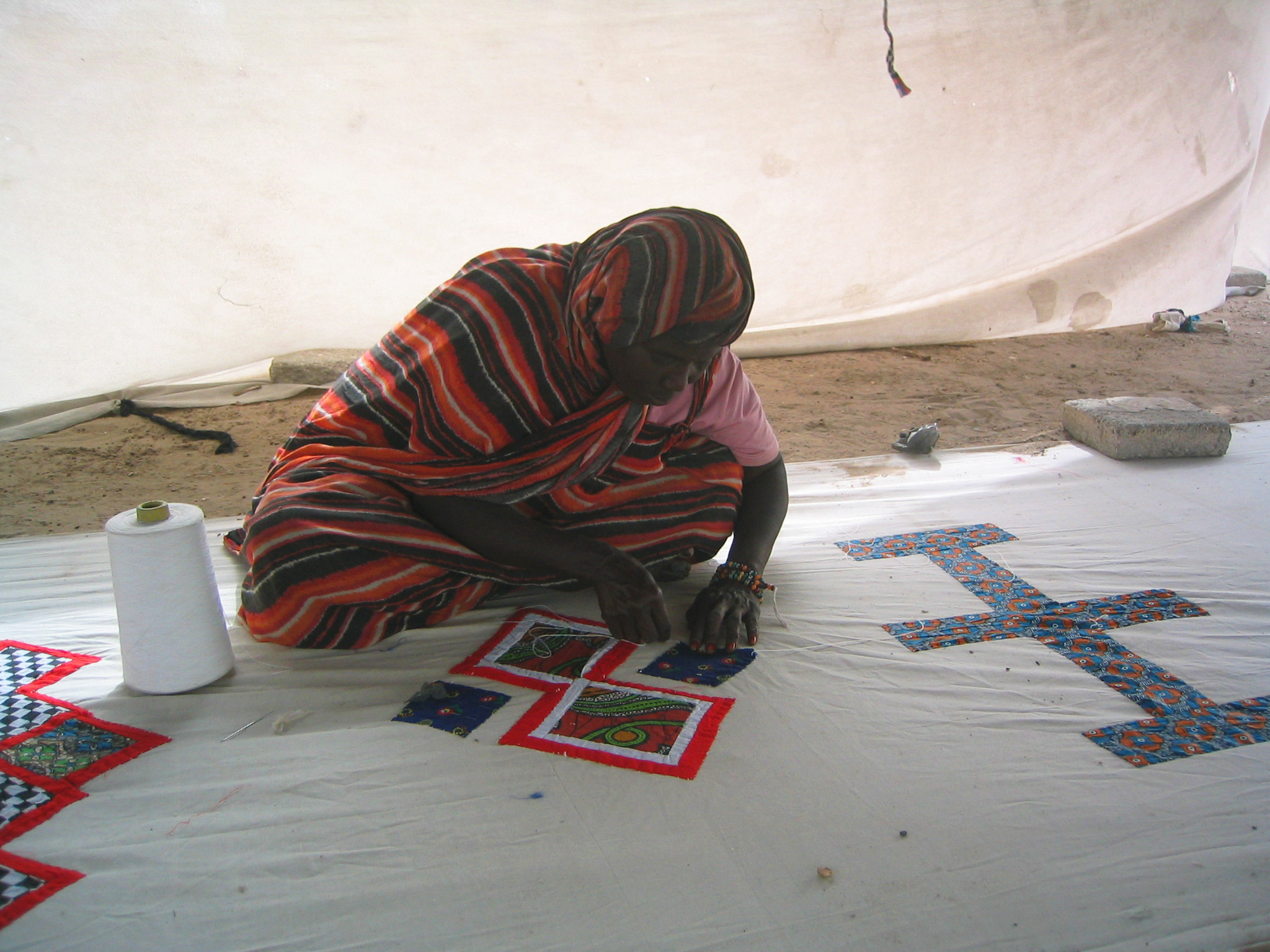
Eine Frau aus Nouakchott näht eine „khaïma“.

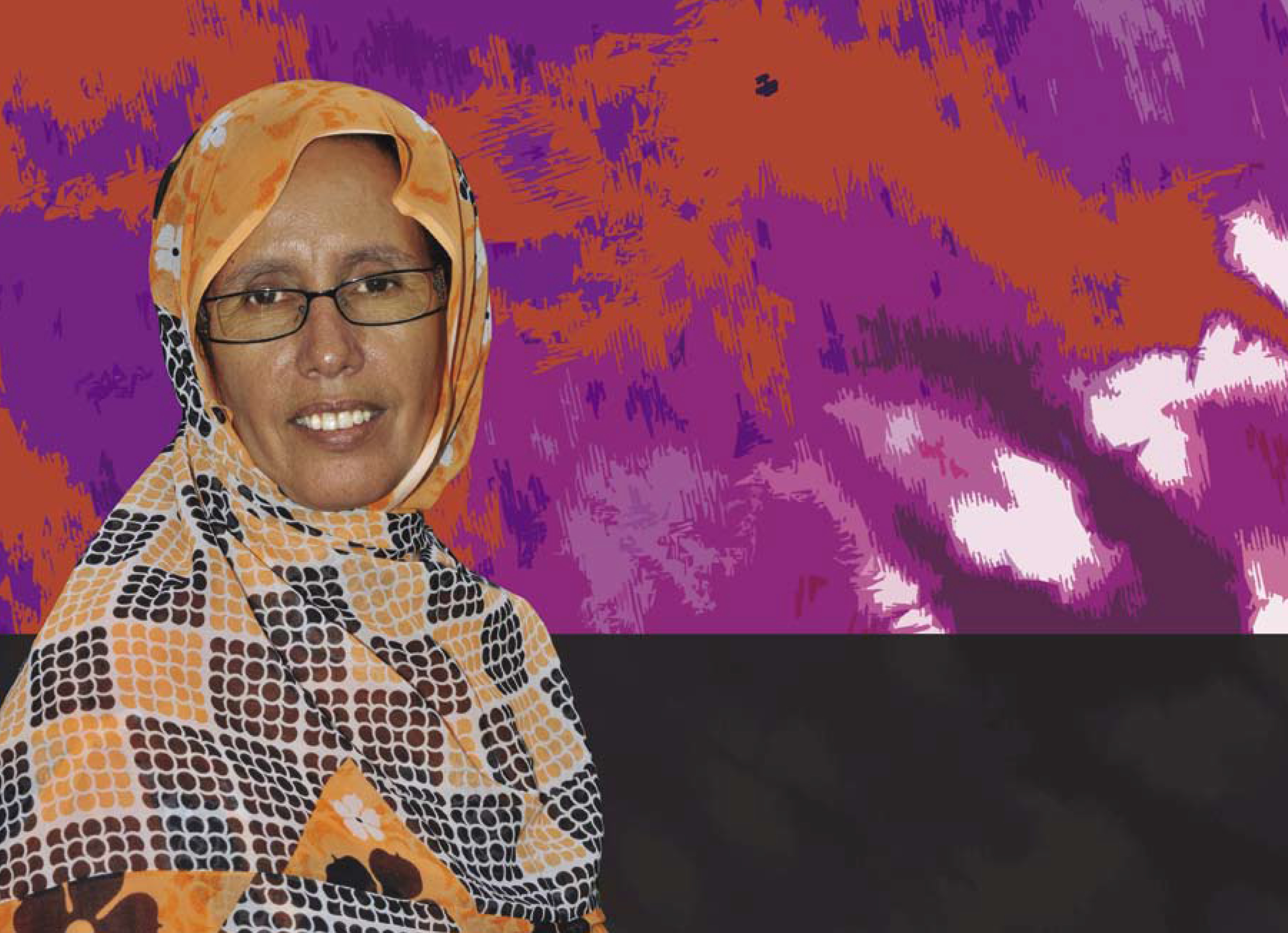
Aminetou Mint El-Moctar

Am 17. April 1999 gründete die mauretanische Frauenrechtsaktivistin Aminetou Mint El-Moctar die Association des femmes chefs de familles, um gegen die Beschränkungen zu kämpfen und ein Bewusstsein zu schaffen für die Beschränkungen der Menschenrechte, welchen Frauen in Mauretanien unterworfen sind. Von Anfang an ist die AFCF so gestaltet, dass sie die Diversität in Mauretanien abbildet, inklusive Araberinnen, Berberinnen, Haratin, Pulaar, Soninke und Wolof.
Die AFCF hat in zahlreichen Kampagnen an vorderster Front gekämpft, um die Lebensbedingungen von Frauen in Mauretanien zu verbessern. 2011 arbeitete die Organisation mit der Regierung zusammen, um die Verschiffung von Kinder-Bräuten nach der Arabischen Halbinsel zu unterbinden. Die Organisation hat auch umfassend gegen die Praxis der Zwangsernährung von jungen Frauen vor der Heirat gekämpft, eine traditionelle Praxis, welche den Wohlstand des Ehemannes zeigen soll, welche aber die Gesundheit der Frauen und deren Beteiligung in den lokalen Gemeinschaften stark einschränkt. 2016 machte die AFCF eine Gesetzesvorlage bei der mauretanischen Regierung, welche Frauenrechte stärken sollte, speziell eine härtere Bestrafung für Vergewaltigung. Die Vorlage wurde von der Regierung jedoch zurückgewiesen, weil sie nicht mit der Scharia vereinbar ist.
Außerdem wurden Kampagnen gegen sexuelle Gewalt gegen Frauen in städtischen wie in ländlichen Kontexten durchgeführt und seit 2012 ermutigt die Organisation alle Polizeistationen Sozialarbeiterinnen vor Ort zu verpflichten, um Opfern von sexueller Gewalt beizustehen und die Frauen zu ermutigen Anklage zu erheben. Eine Kampagne richtet sich gegen Weibliche Genitalverstümmelung. Mauretanien hat die Sklaverei erst 1981 offiziell verboten und im Land wird Sklaverei noch immer praktiziert. Die AFCF kämpft daher ebenfalls gegen moderne Sklaverei. Für ihre Rolle in der Anti-Sklaverei-Kampagne wurde El-Moctar für den Friedensnobelpreis 2015 nominiert. Es geht darum den Missbrauch an Hausangestellten zu beenden und Frauen zu ermutigen, sich am politischen Leben zu beteiligen auf lokaler und nationaler Ebene. 2017 unterstützte die AFCF die Regierung bei der Einführung eines neuen Gesetzes für die Vorsorge für sexuelle Gesundheit.
2019 hatte die AFCF 12.000 Mitglieder, sechs Rettungszentren für Gewaltopfer, 168 Sozialarbeiter, vier Anwälte und eine Kontaktperson in jeder Stadt in Mauretanien. Eine Alphabetisierungskampagne der AFCF har mehr als 20.000 Mädchen in ländlichen Gebieten allein im Umfeld von Nouakchott erreicht und mehr als 73.000 Menschen geholfen den Status als Bürger zu erringen und damit Zugang zu Rechten und Schutz zu gewinnen.